# Glycaspis tagmata
Glycaspis tagmata är en insektsart som beskrevs av Moore 1970. Glycaspis tagmata ingår i släktet Glycaspis och familjen rundbladloppor. Inga underarter finns listade i Catalogue of Life.